# Nyíl csillagkép
A Nyíl csillagképet (latinul: Sagitta) a görögök Tóxon vagy Ositos néven ismerték. Mai nevét a latinoktól kapta.  A csillagképet Ptolemaiosz a 2. században sorolta be a 48 csillagkép közé, az égi egyenlítőtől északra található, és a Déli Sarkot kivéve mindenhol látható a Földről. A harmadik legkisebb csillagkép.

## Története, mitológia
A csillagkép csupán halvány csillagokat tartalmaz. Az alakjában sok nép nyilat vélt felfedezni, például a perzsák, a zsidók, a görögök, a rómaiak és az arabok, akik El Shammnak nevezték. Az ókori görögök azt a fegyvert látták benne, amellyel Héraklész a sas ellen küzdött.

## Látnivalók

### Csillagok

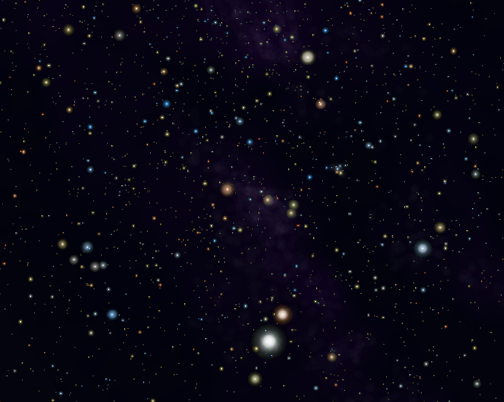
A Nyíl csillagkép

Ez a csillagkép egyike azon eseteknek, amelyekkel kapcsolatban Johann Bayer úgy döntött, hogy a csillagok a besorolásukat nem a fényességük szerint kapják. Jelen esetben az alakzat legfényesebb csillaga nem az alfa, hanem a gamma Sagittae.
- α Sagittae, arabul Sham: sárga óriás 4m37-s csillag, 610 fényév távolságra van a Földtől.
- γ Sge: 3,47 magnitúdós óriáscsillag, a távolsága 170 fényév.
- δ Sge: 3,82 magnitúdós, 4 optikai összetevő alkotja.
- ε Sge: G8 III osztályú, 5,66 magnitúdós csillag,
- η Sge: ennek a csillagnak a fényessége 5,1 magnitúdó és a K2 spektrális osztályba tartozik.
- V Sagittae: kataklizmikus változó a csillagkép északkeleti sarkában

### Mélyég-objektumok
- M71: nagyon laza gömbhalmaz, 13 000 fényévre van  a Földtől. Philippe Loys de Cheseaux francia csillagász fedezte fel 1745-ben vagy 1746-ban.

## Fordítás
- Ez a szócikk részben vagy egészben  a   Sagitta című angol Wikipédia-szócikk fordításán alapul.  Az eredeti cikk szerkesztőit annak laptörténete sorolja fel. Ez a jelzés csupán a megfogalmazás eredetét és a szerzői jogokat jelzi, nem szolgál a cikkben szereplő információk forrásmegjelöléseként.